# شاویر استرادا فرناندث
شاویر استرادا فرناندث (به اسپانیایی: Xavier Estrada Fernández) (زاده ۲۷ ژانویه ۱۹۷۶) داور فوتبال سابق اسپانیایی است. او از سال ۲۰۱۱ در فهرست داوران فیفا قرار گرفت.
در ۲۴ مه ۲۰۱۹، فرناندث بازی دو تیم آرارات-ارمنیا و آرتساخ ارمنستان را از سری رقابت‌های لیگ برتر این کشور قضاوت کرد.